# کریستوفر هاگ‌وود
کریستوفر هاگ‌وود (انگلیسی: Christopher Hogwood; ۱۰ سپتامبر ۱۹۴۱ – ۲۴ سپتامبر ۲۰۱۴) یک رهبر ارکستر، آهنگ‌ساز، استاد موسیقی موسیقی، موسیقی‌دان
و موسیقی‌شناس اهل بریتانیا بود. او یکی از صاحب‌نظران برجسته در زمینه موسیقی باستانی و کهن بود. وی همچنین برندهٔ جوایزی همچون نشان امپراتوری بریتانیا شده‌است.

## زندگی‌نامه
او در دهم سپتامبر ۱۹۴۱ در ناتینگهام انگلستان به دنیا آمد. در حالیکه در کالج پمبروک در دانشگاه کمبریج مشغول به تحصیل در رشته موسیقی بود در کلاس‌های ادبیات کلاسیک نیز شرکت می‌کرد و با مدرک لیسانس از این دانشگاه فارغ‌التحصیل شد. او سپس زیر نظر ریموند لپارد (Raymond Leppard) و ترستون دارت (Thurston Dart) و بعدها زیر نظر رافائل پویانا (Rafael Puyana) و گوستاو لئونهاردت (Gustav Leonhardt) به تحصیل رهبری و اجرا پرداخت. او همچنین با دریافت بورس شورای آموزشی و فرهنگی بریتانیا به مدت یک سال در پراگ به تحصیل پرداخت.
هاگوود در بازگشت مجددش به کمبریج بود که با کریستوفر مانرو آشنا شد. او در سال ۱۹۶۷ همراه با دیوید مانرو (David Munrow) گروه موسیقی کهن (Early Music Consort) را تأسیس کردند. هاگوود در این گروه هارپسیکورد می‌نواخت. او در سال ۱۹۷۳ آکادمی موسیقی باستانی (Academy of Ancient Music) را پایه‌گذاری کرد که زمینه تخصصیش اجرای موسیقی باروک و موسیقی کلاسیک کهن با سازهای قدیمی (Period Instruments) بود. گروه موسیقی کهن با درگذشت مانرو در سال ۱۹۷۶ از هم پاشید اما هاگوود فعالیت‌های اجرا و ضبط خود را با آکادمی موسیقی باستانی ادامه داد. او از سال ۱۹۸۱ مرتباً در ایالات متحده به رهبری پرداخته‌است. هاگوود از سال ۱۹۸۶ تا ۲۰۰۱ مدیر هنری انجمن هندل و هایدن بوستون بوده و از آن زمان لقب رهبر پیشکسوت (Conductor Laureate) را از آن خود نموده‌است. او هم چنین از سال ۱۹۸۳ تا ۱۹۸۵ مدیر هنری جشنواره موتسارت در مرکز باربیکن در لندن و از سال ۱۹۸۸ تا ۱۹۹۲ مدیر موسیقی ارکستر مجلسی سن پائول در مینسوتا بوده‌است.